# 무함마드 VI 타워
무함마드 VI 타워는 모로코 카사블랑카에 공사중인 마천루이다.